# 불가리아 왕자 보리스
작센 공 타르노보 공자 보리스(Boris, Prince of Tarnovo, Duke in Saxony, 1997년 10월 12일 ~ )는 불가리아의 전 차르 시메온 2세의 손자이자 타르노보 공 카르담의 장남이다. 그는 2015년 4월 7일 아버지가 돌아가신 후, 사라진 불가리아 차르위 계승 순위 1위를 달리고 있다.
아버지가 돌아가신 이후 스페인 왕실과 긴밀한 관계를 유지해 온 보리스는 스페인어, 영어, 프랑스어 및 일부 불가리아어를 구사한다. 그는 예술가로서 조각에 전념하고 기타를 연주하며 마드리드 인근 빌라누에바 데 라 카냐다에 있는 리세 프랑세 몰리에르에서 교육을 받았다. 그는 오스트리아 잘츠부르크 근처의 산크트 길겐 국제학교에서 국제 바칼로레아 학업을 마쳤다.